# Paul Sweezy
Paul Malor Sweezy (Nova Iorque, 10 de abril de 1910 – Nova Iorque, 27 de fevereiro de 2004) foi um economista marxista estadunidense, "o mais importante intelectual marxista do país", segundo publicado pelo New York Times em seu obituário. Com Leo Huberman, fundou o periódico Monthly Review (1949), a mais importante e antiga revista socialista dos EUA.
Sweezy é conhecido como formulador da teoria neomarxista do imperialismo, ou "escola da Monthly Review" (ele mesmo usava esta denominação), e também, junto a Baran, como um dos fundadores da escola da dependência, e em especial de seu ramo marxista. Vítima do macarthismo, não chegou a ser professor permanente, embora tenha sido professor visitante nas universidades de Cornell, Stanford e Yale, entre outras, e sobretudo em Harvard (1934-42), trabalho que compatibilizou com sua participação em várias das instituições características do New Deal rooseveltiano (como o NRPB - Conselho para a planificação dos recursos nacionais ou Temporary National Economic Committee).
Paul Sweezy também ficou conhecido pelo seu debate com o inglês Maurice Dobb sobre a transição do feudalismo para o capitalismo.

## Biografia
Filho de um banqueiro de Wall Street - caçula de três filhos de um dos cinco vice-presidentes do First National Bank de Nova York, Everett P. Sweezy, e de Caroline Wilson. Sweezy estudou em Exeter (no seleto internado Philips Exeter Academy, de Nova Inglaterra) e na Universidade Harvard (obteve o título de bacharel, ou B. A., em 1931), e o doutorado, em 1937, sob a direção de Joseph Schumpeter, (de quem foi muito amigo e assistente por dois anos) e em Londres, na London School of Economics (LSE). Durante seus anos em Harvard (1928 - 1932), foi diretor de redação do Harvard Crimson (o clube esportivo da universidade) e recebeu a formação económica neoclássica habitual.
Sua graduação, em 1932, ocorre num período turbulento - marcado pelo colapso do mercado de valores, quebra de bancos, o início da Grande Depressão dos anos 1930, o ascenso de Hitler ao poder e o primeiro plano quinquenal soviético. Depois de concluir a pós-graduação em Londres, Sweezy regressa a Harvard convertido em um marxista ainda muito insipiente. A partir do fim da década, a universidade Harvard se converte em um bom lugar para aprender economia marxista. Havia ali licenciados como Shigeto Tsuru e Paul A. Baran, grupos de estudantes que discutiam o socialismo e professores que conheciam a obra de Marx, como Schumpeter, Oskar Lange e Wassily Leontief. Em 1938, Sweezy passa a ensinar em Harvard, onde ministra um curso sobre economia do socialismo. Começa a estudar por sua conta e a absorver as tradições do pensamento marxista europeu (especialmente de língua alemã, por influência de Schumpeter e seus contemporâneos austríacos, Hilferding e Otto Bauer).
Durante a II Guerra Mundial, Sweezy presta 4 anos de serviço militar como oficial do Escritório de Serviços Estratégicos (OSS, o precedente imediato da CIA), onde conheceu seu amigo Paul A. Baran. Ao voltar a Harvard como professor contratado, abandonou-a em seguida (em 1946) com o objetivo de estabelecer nos Estados Unidos "um ramo rigoroso e autêntico do marxismo".
Foi vítima da caça às bruxas macartista empreendida por um comitê de atividades subversivas de New Hampshire. Interrogado em 1953, foi declarado culpado de desacato ao tribunal e condenado à prisão. Porém, enquanto se encontrava em liberdade sob fiança, apelou contra as condenações, as quais finalmente foram anuladas pela Suprema Corte dos Estados Unidos em uma das decisões que marcaram o declínio do macarthismo.

## Produção acadêmica
Teoria do Desenvolvimento Capitalista (1942) é o seu primeiro livro, publicado aos 31 anos. Ao contrário dos manuais de economia política do marxismo ortodoxo, o livro de Sweezy problematiza a ideias básicas de Marx e examina com abertura o pensamento de outros autores. Inclui, por exemplo, dois apêndices: um tomado do livro de Hilferding, O Capital Financeiro, e outro, escrito por Shigeto Tsuru, economista japonês, grande estudioso do marxismo, que compara os esquemas de reprodução de Quesnay, Marx e Keynes.
Escreveu ainda, com Paul A. Baran, Monopoly Capital: An Essay on the American Economic and Social Order (Capitalismo Monopolista). Nesse livro, dedicado a Che Guevara, ele e Baran deixam de lado o conceito central de Marx, a mais-valia, e o substituem pelo de excedente econômico, que Baran usou e analisou detalhadamente em seu livro Economia Política do Crescimento.
Paul Sweezy apresentou uma contribuição fundamental à teoria dos preços de monopólio, publicando o artigo Demand Under Conditions of Oligopoly (Demanda sob condições de oligopólio) em 1939 no Journal of Political Economy. Nesse artigo, ele introduz a curva de demanda quebrada, ferramenta operativa para a determinação do equilíbrio dos mercados oligopolísticos.
Sweezy procurou sintetizar o marxismo com certos aspectos do keynesianismo e da teoria do monopólio. Para isso, além da contribuição de Paul Baran, contou com os trabalhos de Josef Steindl e Michal Kalecki.

## Publicações
- Monopoly and Competition in the English Coal Trade, 1550–1850. [1938] Westport, CT: Greenwood Press, 1972.
- The Theory of Capitalist Development. London: D. Dobson, 1946.
- Socialism. New York: McGraw-Hill Company, 1949.
- The Present as History: Reviews on Capitalism and Socialism. (1953, 1962).
- Modern Capitalism and Other Essays. New York: Monthly Review Press, 1972.
- The Transition from Feudalism to Capitalism. London: New Left Books, 1976.
- Post-Revolutionary Society: Essays. New York: Monthly Review Press, 1980.
- Four lectures on Marxism. (New York: Monthly Review Press, 1981).
- "The Limits of Imperialism." In Chilcote, Ronald H. (ed.) Imperialism: Theoretical Directions. New York: Humanity Books, 2000.

### ComPaul Baran
- Monopoly Capital: An Essay on the American Economic and Social Order. New York: Monthly Review Press, 1966.

### ComCharles Bettelheim
- On the Transition to Socialism. New York: Monthly Review Press, 1971.

### ComLeo Huberman
- F.O. Matthiessen, 1902–1950. New York: S.N., 1950.
- Cuba: Anatomy of a Revolution. New York: Monthly Review Press, 1960.
- Regis Debray and Latin American Revolution. New York: Monthly Review Press, 1968.
- Socialism in Cuba. New York: Monthly Review Press, 1969.
- The Communist Manifesto after 100 Years: New translation by Paul M. Sweezy of Karl Marx's "The Communist Manifesto" and Friedrich Engels' "Principles of Communism." New York: Modern Reader, 1964.
- Vietnam: The Endless War: From Monthly Review, 1954–1970. New York: Monthly Review Press, 1970.

### Com Harry Magdoff
- The Dynamics of US Capitalism: Corporate Structure, Inflation, Credit, Gold, and the Dollar. New York: Monthly Review Press, 1972.
- Revolution and Counter-Revolution in Chile. New York: Monthly Review Press, 1974.
- The End of Prosperity. New York: Monthly Review Press, 1977.
- The Deepening Crisis of US Capitalism. New York: Monthly Review Press, 1981.
- Stagnation and the Financial Explosion. New York: Monthly Review Press, 1987.
- The Irreversible Crisis: Five Essays. New York: Monthly Review Press, 1988.